# Konjska Reka
Konjska Reka (srbsky Коњска Река) je vesnice v západní části Srbska, administrativně spadající pod opštinu Bajina Bašta. Rozkládá se na stranou hlavních dopravních tahů, v pohoří Tara, u hlavního přístupu k Zaovinskému jezeru. Vesnice má podobu několika roztroušených osad, které se soustředí na horských loukách v blízkosti jezera. V roce 2011 zde žilo 78 obyvatel.
Z národnostního hlediska je obyvatelstvo většinově srbské národnosti (cca 99 %), počet obyvatel vesnice dlouhodobě klesá vlivem skutečnosti, že je vzdálena od všech přirozených populačních center. Ještě v polovině minulého století zde bylo hlášeno téměř 250 osob.
Okolí vesnice je hustě zalesněné a jsou zde četné cyklistické i turistické stezky.